# Kortsnudet myrepindsvin
Det kortsnudede myrepindsvin (latin: Tachyglossus aculeatus) er et kloakdyr. Det er det eneste medlem af slægten Tachyglossus.
Det lever i dele af Australien, på Tasmanien og i det sydøstlige Ny Guinea.
Det er mellem 30 og 45 cm langt og har en ca. 9 cm lang hale.
Hannen har en penis med fire penishoveder. Hannen kan selv "vælge" hvilken halvdel af penissen den vil erigere. Når hannens penis ikke anvendes gemmes den i kroppen.

## Underarter
- Tachyglossus aculeatus aculeatus
- Tachyglossus aculeatus lawesi
- Tachyglossus aculeatus setosus
- Tachyglossus aculeatus typicus